# Il fiore della passione
Il fiore della passione è un film del 1990 diretto da Joe D'Amato.

## Trama
Scontata la pena di cinque anni per omicidio di primo grado, Jeff esce di prigione e si reca dal fratello Gordon. Lungo la strada incontra per caso una bellissima ragazza, riesce a farsi dare un passaggio nella sua auto e ad appartarsi con lei. Raggiunto Gordon, questi gli offre di fermarsi per aiutarlo a gestire la tavola calda e gli presenta la moglie Linda, la stessa ragazza incontrata prima da Jeff, che lo seduce per convincerlo a eliminare Gordon.